# Luiz Prota
Luiz Felipe Prota (Itanhandu, 1982) é um locutor esportivo brasileiro, mais conhecido por narrar eventos de luta, mais especificamente, de MMA. Atualmente é um dos narradores que eventualmente comentam os gols da rodada no intervalo dos jogos na Globo, dos canais SporTV e Combate.
Começou a carreira de narrador nos canais Esporte Interativo, em fevereiro 2011, onde permaneceu até setembro de 2014. 
Foi contratado pelo grupo Globo em janeiro de 2015. Desde janeiro de 2016, comanda o programa Combate News.
Em 22 de setembro de 2017, ele foi convidado pata narrar e comentar disputas de games na Arena Game XP do Rock in Rio.

## Prêmios e Indicações
| Ano  | Prêmio                 | Categoria                   | Resultado | Ref.  |
| ---- | ---------------------- | --------------------------- | --------- | ----- |
| 2013 | Prêmio Osvaldo Paquetá | Personalidade do ano no MMA | Venceu    | [ 6 ] |